# Johan Capiot
Johan Capiot (* 12. April 1964 in Rijkhoven) ist ein ehemaliger belgischer Radrennfahrer. Als Amateur war sein bedeutendster Erfolg der Gewinn der nationalen Meisterschaft im Straßenrennen 1984.
Seine Karriere als Berufsfahrer begann er im Jahre 1986 und war bis 2000 als Profi aktiv. Nach seiner aktiven Laufbahn wurde Capiot sportlicher Leiter bei verschiedenen Radsportteams.
Capiot war ein Klassiker-Spezialist. Bei allen seinen sechs Tour-de-France-Teilnahmen konnte er die Rundfahrt nie beenden. Beim Pfeil von Brabant gehört Capiot mit drei Siegen neben Edwig van Hooydonck, Johan Museeuw und Óscar Freire zu den Rekordsiegern.

## Größte Erfolge
- Paris–Tours: 1991
- Omloop Het Volk: 1990, 1992
- Pfeil von Brabant: 1988, 1989, 1992
- Ronde van Midden-Zeeland: 1992

## Teams

### Rennfahrer
- 1986 Roland-Van de Ven
- 1987 Roland-Skala
- 1988 TVM-Van Schilt
- 1989 TVM-Ragno
- 1990 TVM
- 1991–1992 TVM-Sanyo
- 1993–1994 TVM-Bison Kit
- 1995 Refin
- 1996 Collstrop-Lystex
- 1997–1999 TVM-Farm Frites
- 2000 Farm Frites

### Sportlicher Leiter
- 2001–2002 Bankgiroloterij-Batavus
- 2003 Bankgiroloterij
- 2004 Chocolade Jacques-Wincor Nixdorf